# Targa d'immatricolazione

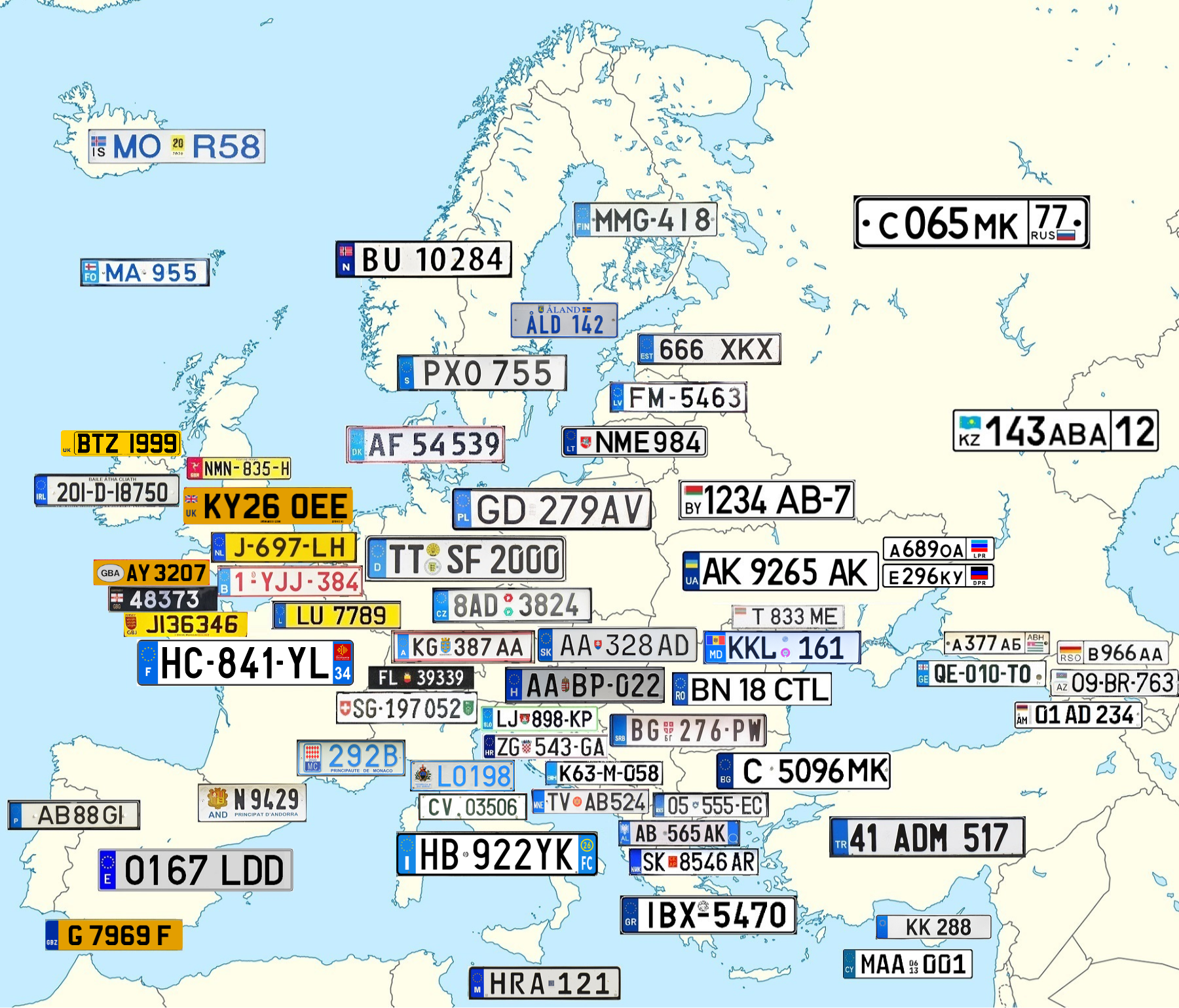
Una mappa con le varie targhe dei Paesi europei.

Una targa d'immatricolazione (ufficialmente targa d'immatricolazione per veicoli a motore e rimorchi), o semplicemente targa, è una placca in materiale metallico o plastico, generalmente fissata a un veicolo tramite un supporto. Sulla sua superficie esterna è riportata una serie di cifre o una combinazione di lettere e cifre, in grado di identificare in modo univoco il veicolo stesso o l'intestatario della licenza.

## Storia
Originariamente denominata "placca numerata", l'invenzione della targa viene attribuita ai francesi che la imposero a Parigi per le vetture pubbliche negli anni '60 del XIX secolo. Tuttavia nelle legazioni dello Stato Pontificio una disposizione dell'11 febbraio 1851 - nata per evitare che i briganti utilizzassero i carri e i calessi rubati per trasportare la refurtiva o per fuggire più velocemente - obbligava i possessori di veicoli, calessi, vetture o carri, all'uso di una targa d'ottone a lettere e cifre in rilievo su fondo di colore diverso per ogni Legazione: rosso per Bologna, verde per Ferrara, nero per Ravenna, ceruleo per Forlì.
Targa da fissare con chiodi nella parte posteriore del mezzo e con forme diverse a seconda dell'utilizzo: rettangolare grande per "i biroccini degli industriali e dei noleggiatori"; rettangolare piccola per "i biroccini dei proprietari" e ovale per "le vetture da nolo".

## Caratteristiche

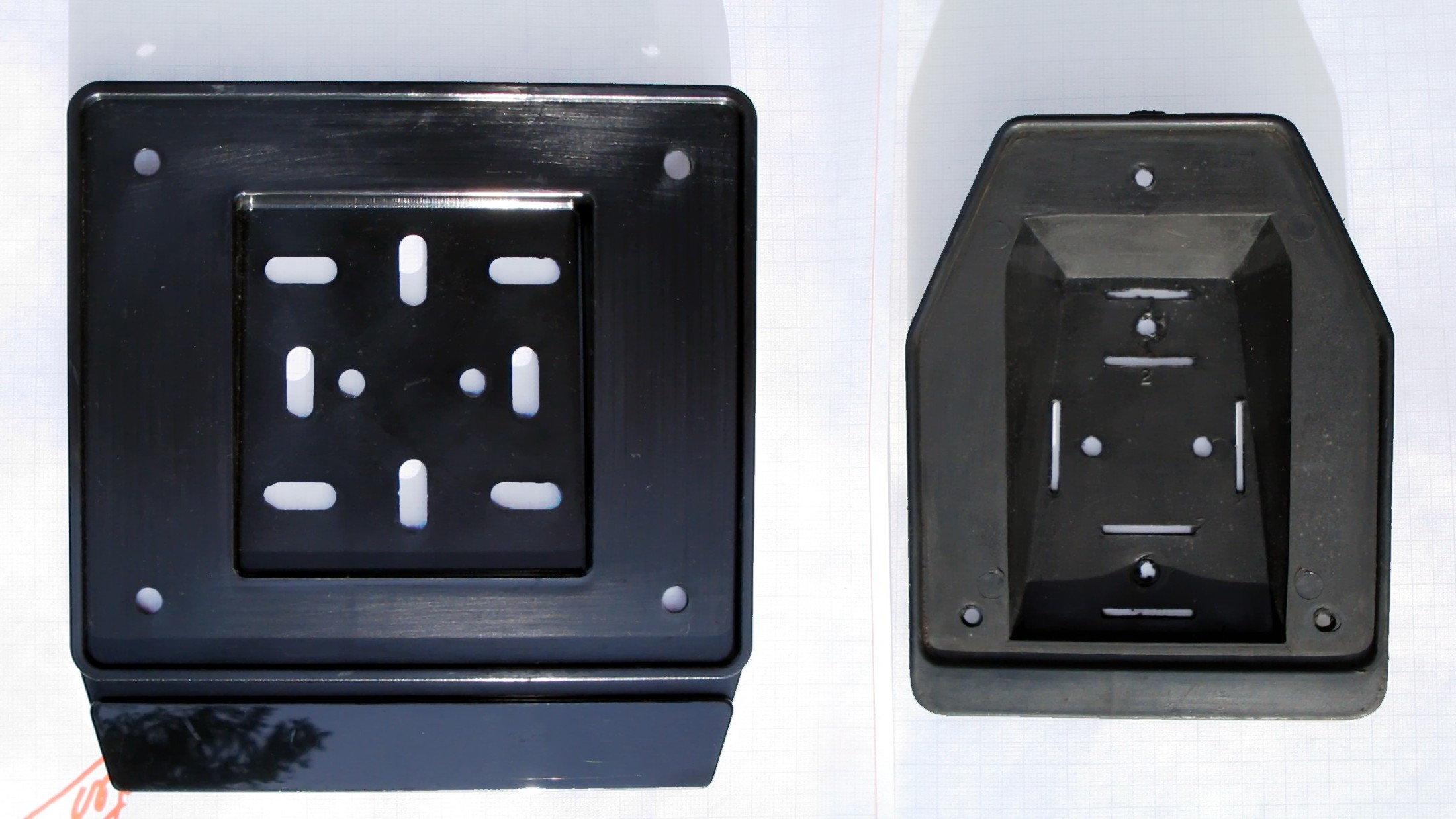
2 porta-targa per ciclomotore, di cui il modello a destra non più utilizzato

Per molti tipi di veicoli, le targhe devono essere due, una davanti e una sul retro del mezzo, anche se in diversi casi è sufficiente una di esse, in genere quella posteriore, come nel caso dei motoveicoli. Ogni targa dovrà comunque riportare il medesimo numero o combinazione alfanumerica. Tutte le targhe sono in genere pensate per consentire una facile lettura anche nelle condizioni ambientali meno favorevoli da parte di persone o apparecchi automatici.
In alcuni Paesi, quali l'Italia o la Spagna, la targa è legata al veicolo, a cui rimane associata anche in caso di passaggio di proprietà; in altri Paesi la targa è legata al proprietario e può inoltre essere obbligatoria la sua sostituzione a intervalli periodici (è il caso degli Stati Uniti per esempio); in diversi Paesi, inoltre, il cambiamento della targa è associato alla prova del pagamento di una tassa oppure al permesso per un utilizzo speciale (per esempio come taxi).
Le targhe possono essere fissate direttamente al veicolo oppure inserite all'interno di apposite cornici porta-targa, che ne permettono una più facile sostituzione; queste cornici spesso presentano una bandella inferiore, per fini pubblicitari del concessionario o di un particolare centro di assistenza, ma possono anche presentare scritte scherzose o altro.

## Targhe nei diversi Paesi

### Russia
Il formato delle targhe in Russia è diverso rispetto a quello che veniva utilizzato in passato nell'Unione Sovietica. L'attuale sistema prevede l'utilizzo di una lettera, seguita da tre cifre e due ulteriori lettere, mentre per i rimorchi il sistema prevede quattro cifre e due lettere. Per migliorare la leggibilità e la comprensione delle targhe all'estero, vengono utilizzate solo le lettere dell'alfabeto cirillico presenti anche nell'alfabeto latino. Infine troviamo il numero della città e la sigla automobilistica internazionale "RUS", con accanto la bandiera nazionale (che per alcune regioni autonome della federazione non è obbligatoria).

### Giappone

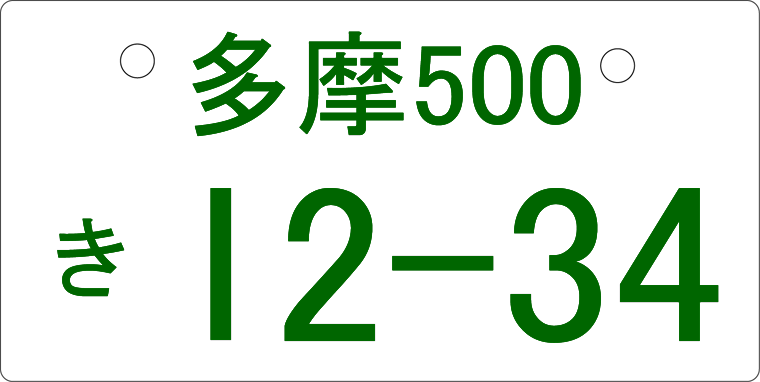
Targa automobilistica giapponese dimostrativa

In Giappone, le targhe automobilistiche hanno testo verde su sfondo bianco o l'inverso per i mezzi di servizio (mezzi d'opera, autobus, ecc.). La linea superiore indica l'ufficio di registrazione del veicolo, e include un codice numerico che specifica la classe del veicolo. Sotto di essa troviamo un simbolo (tipicamente un Kana) e un numero fino a 4 cifre.

### Cina

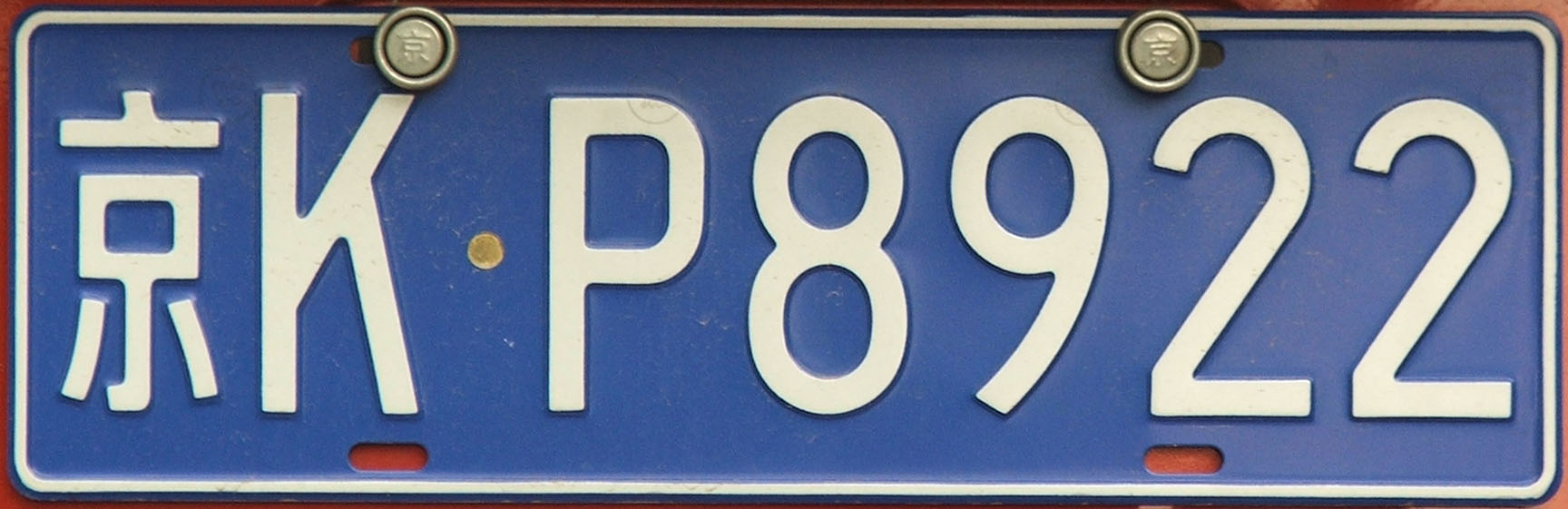
Targa blu della Cina che segue lo standard del 1992

Nella Repubblica Popolare Cinese le targhe per i veicoli vengono emesse negli Uffici per l'Amministrazione dei Veicoli, subordinati al Ministero della Pubblica Sicurezza.
Le targhe attuali sono conformi allo standard del 1992, che consiste in un ideogramma cinese rappresentante l'abbreviazione della provincia, una lettera dell'alfabeto latino e altri cinque caratteri, lettere o numeri, scelti a caso da un computer (per esempio: Jing A-12345, per un veicolo di Pechino). Targhe di colore giallo vengono emesse per i grandi veicoli di nazionalità cinese; targhe di colore blu, le più comuni, vengono emesse per i veicoli di nazionalità cinese che sono piccoli o comunque di dimensioni compatte; le targhe di colore nero vengono emesse per veicoli di qualunque dimensioni appartenenti a organismi pubblici, stranieri o persone provenienti da Hong Kong, Macao e Taiwan. Le targhe per veicoli militari e della polizia sono a sfondo bianco.
Per un breve periodo nell'estate del 2002, venne adottato in alcune città, inclusa Pechino, un nuovo standard per le targhe; esso permetteva la personalizzazione della targa con numeri e lettere. A partire dalla fine di agosto 2002, tuttavia, non sono state più emesse targhe del nuovo tipo, ufficialmente per motivi tecnici, ma in realtà perché venivano frequentemente utilizzate combinazioni alfanumeriche volgari, provocatorie o controverse (ad esempio: IBM-001, che viola i diritti di sfruttamento del marchio, oppure combinazioni che contenevano le lettere USA, ecc.)

### Stati federali
In Canada, Messico, Australia e negli Stati Uniti d'America, le targhe vengono emesse dai governi provinciali/territoriali/statali. Il loro aspetto è spesso caratterizzato da simboli, colori o motti legati allo Stato di emissione. Il sistema di numerazione viene scelto in modo da disporre di un numero di targhe sufficienti per tutti i veicoli di quello Stato: il Wyoming, il più piccolo Stato americano per numero di abitanti, utilizza per esempio targhe come NN NNNN o NN NNNL (in cui N=numero, L=lettera), con i primi due numeri limitati a quelli dall'1 al 23 e al 99; il Rhode Island, il più piccolo Stato americano per superficie, utilizza invece i formati LLNNN e NNNNN; la California, come altri Stati più popolosi, utilizza NLLLNNN. Le targhe dei camion possono avere inoltre formati differenti quali NLNNNNN. Per evitare inconvenienti spiacevoli, spesso vengono tolte le possibili combinazioni casuali che hanno significati volgari o particolari; ad esempio, negli Stati Uniti sigle quali FUK, DIE, o USA o numeri quali 911 o 666 talvolta non sono ammessi nelle nuove targhe.

### Unione europea
Nell'Unione europea vengono emesse ovunque targhe con un formato comune, anche se tuttora opzionale in alcuni Stati membri. Lo stile comune consiste in una banda blu sulla sinistra della targa, sulla quale sono presenti le dodici stelle simbolo dell'UE; sotto di esse c'è la sigla internazionale dello Stato in cui il veicolo è stato immatricolato (grazie a questo accorgimento, non è più necessario incollare l'ovale adesivo con la sigla dello stato sul retro del veicolo). Ciò nonostante, i diversi Stati utilizzano sistemi di numerazione e perfino colori diversi. Nei Paesi Bassi entrambe le targhe sono gialle.

### Paesi in cui la targa non è associata alla provenienza
Nei seguenti Stati le caratteristiche della targa non sono associate alla provenienza, ma la combinazione tra lettere e cifre viene assegnata casualmente o in un ordine sequenziale che vale per l'intero Paese.
- Albania (dal 2011)
- Andorra
- Belgio
- Bosnia ed Erzegovina (dal 1998)
- Cipro
- Danimarca
- Finlandia
- Francia (dal 2009)
- Georgia (dal 2004)
- Islanda
- Italia (dal 1994)
- Lettonia
- Liechtenstein
- Lituania (dal 2004)
- Lussemburgo
- Malta
- Monaco
- Paesi Bassi (dal 1951)
- Portogallo
- San Marino
- Slovacchia (dal 2023)
- Spagna (dal 2000)
- Svezia (dal 1973)
- Ungheria

## Targhe personalizzate
In alcuni Paesi è possibile, pagando una somma maggiore, avere una targa personalizzata, cioè con una combinazione alfanumerica scelta dal richiedente. In genere queste targhe non possono comunque contenere messaggi blasfemi o osceni e devono essere uniche. In alcune giurisdizioni, in particolare in quasi ogni stato degli Stati Uniti d'America, i proprietari dei veicoli possono anche pagare una somma extra per avere le cosiddette targhe speciali o di specialità (specialty plates): in esse il sistema di numerazione è sempre scelto dall'agenzia specifica, come per le targhe normali, ma il proprietario può scegliere il design della propria targa all'interno di un'ampia varietà di stili, che fra i tanti comprendono quelle per veterani e reduci militari, vigili del fuoco, radioamatori, massoni, università e college, per vetture d'epoca, ecc.